# 21e étape du Tour de France 1966
La 21e étape du Tour de France 1966 est une étape qui a eu lieu le mardi 13 juillet 1966 entre Montluçon et Orléans, en France, sur une distance de 232,5 km. Elle a été remportée par le Français Pierre Beuffeuil. Le Français Lucien Aimar conserve le maillot jaune.

## Classement de l'étape
| \| Classement de l'étape \| Classement de l'étape \| Classement de l'étape \| Classement de l'étape \| Classement de l'étape \| \| Coureur \| Coureur \| Pays \| Équipe \| Temps \| \| --------------------- \| --------------------- \| --------------------- \| --------------------- \| --------------------- \| \| 1er \| Pierre Beuffeuil \| France \| Kamomé-Dilecta-Dunlop \| \| \| 2e \| Jos van der Vleuten \| Pays-Bas \| \| \| \| 3e \| Georges Vandenberghe \| Belgique \| Roméo-Smith's \| \| \| 4e \| Walter Boucquet \| Belgique \| Dr. Mann-Grundig \| \| \| 5e \| Sebastián Elorza \| Espagne \| Kas-Kaskol \| \| \| 6e \| Ivo Molenaers \| Belgique \| \| \| \| 7e \| Victor Van Schil \| Belgique \| Mercier-BP-Hutchinson \| \| \| 8e \| Gerben Karstens \| Pays-Bas \| Televizier-Batavus \| \| \| 9e \| Edward Sels \| Belgique \| Solo-Superia \| \| \| 10e \| Willy Planckaert \| Belgique \| Roméo-Smith's \| \| |                      |          |                       |       |
| |                      |          |                       |       |
| |                      |          |                       |       |
| Classement de l'étape |                      |          |                       |       |
| Coureur | Coureur              | Pays     | Équipe                | Temps |
| 1er | Pierre Beuffeuil     | France   | Kamomé-Dilecta-Dunlop |       |
| 2e | Jos van der Vleuten  | Pays-Bas |                       |       |
| 3e | Georges Vandenberghe | Belgique | Roméo-Smith's         |       |
| 4e | Walter Boucquet      | Belgique | Dr. Mann-Grundig      |       |
| 5e | Sebastián Elorza     | Espagne  | Kas-Kaskol            |       |
| 6e | Ivo Molenaers        | Belgique |                       |       |
| 7e | Victor Van Schil     | Belgique | Mercier-BP-Hutchinson |       |
| 8e | Gerben Karstens      | Pays-Bas | Televizier-Batavus    |       |
| 9e | Edward Sels          | Belgique | Solo-Superia          |       |
| 10e | Willy Planckaert     | Belgique | Roméo-Smith's         |       |

## Classements à l'issue de l'étape

### Classement général
| \| Classement général \| Classement général \| Classement général \| Classement général \| Classement général \| \| Coureur \| Coureur \| Pays \| Équipe \| Temps \| \| ------------------ \| ---------------------- \| ------------------ \| ------------------------ \| ------------------ \| \| 1er \| Lucien Aimar \| France \| Ford France-Hutchinson \| \| \| 2e \| Jan Janssen \| Pays-Bas \| Pelforth-Sauvage-Lejeune \| \| \| 3e \| Marcello Mugnaini \| Italie \| Filotex \| \| \| 4e \| José Antonio Momeñe \| Espagne \| Kas-Kaskol \| \| \| 5e \| Raymond Poulidor \| France \| Mercier-BP-Hutchinson \| \| \| 6e \| Karl-Heinz Kunde \| Allemagne \| Peugeot-BP-Michelin \| \| \| 7e \| Herman Vanspringel \| Belgique \| Dr. Mann-Grundig \| \| \| 8e \| Francisco Gabica \| Espagne \| Kas-Kaskol \| \| \| 9e \| Roger Pingeon \| France \| Peugeot-BP-Michelin \| \| \| 10e \| Martin Van Den Bossche \| Belgique \| Roméo-Smith's \| \| |                        |           |                          |       |
| |                        |           |                          |       |
| |                        |           |                          |       |
| Classement général |                        |           |                          |       |
| Coureur | Coureur                | Pays      | Équipe                   | Temps |
| 1er | Lucien Aimar           | France    | Ford France-Hutchinson   |       |
| 2e | Jan Janssen            | Pays-Bas  | Pelforth-Sauvage-Lejeune |       |
| 3e | Marcello Mugnaini      | Italie    | Filotex                  |       |
| 4e | José Antonio Momeñe    | Espagne   | Kas-Kaskol               |       |
| 5e | Raymond Poulidor       | France    | Mercier-BP-Hutchinson    |       |
| 6e | Karl-Heinz Kunde       | Allemagne | Peugeot-BP-Michelin      |       |
| 7e | Herman Vanspringel     | Belgique  | Dr. Mann-Grundig         |       |
| 8e | Francisco Gabica       | Espagne   | Kas-Kaskol               |       |
| 9e | Roger Pingeon          | France    | Peugeot-BP-Michelin      |       |
| 10e | Martin Van Den Bossche | Belgique  | Roméo-Smith's            |       |